# Franciszek Strzałko

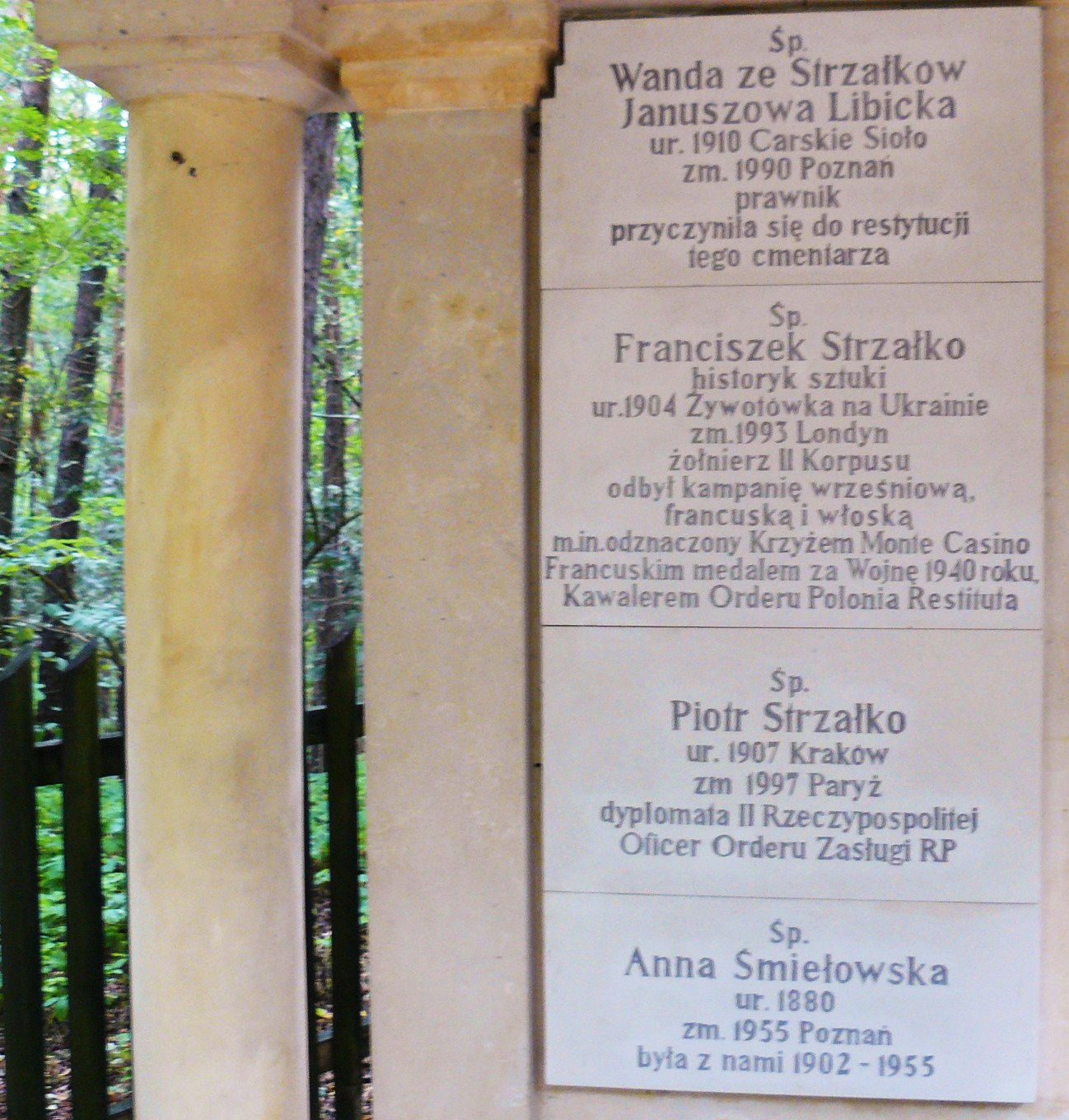
Tablica w mauzoleum Strzałków i Libickich w Radzewicach

Franciszek Strzałko (ur. 13 września 1904 w Żywotówce, zm. 6 listopada 1993 w Londynie) – polski historyk sztuki i żołnierz.

## Życiorys
W 1927 ukończył studia w Szkole Nauk Politycznych, a rok później na Wydziale Prawa Uniwersytetu Jagiellońskiego, a następnie rozpoczął naukę na Wydziale Filozoficznym, który ukończył w 1936. Pozostał na uczelni w charakterze pracownika naukowego początkowo na stanowisku asystenta, a następnie starszego asystenta w Katedrze Historii Sztuki. W tym okresie prowadził prace badawcze dotyczące architektury sakralnej w południowej Polsce.
Na stopień podporucznika został mianowany ze starszeństwem z 1 stycznia 1932 i 556. lokatą w korpusie oficerów rezerwy artylerii. W 1934 posiadał przydział w rezerwie do 30 Pułku Artylerii Lekkiej w Brześciu nad Bugiem.
Walczył w kampanii wrześniowej 1939, kampanii francuskiej 1940 i kampanii włoskiej 1944-1945 w szeregach 2 Korpusu Polskiego. 
Jako historyk sztuki zainteresowany w dużej mierze architekturą drewnianą, przebywając na emigracji był członkiem korespondentem zamiejscowym Polskiego Towarzystwa Naukowego na Obczyźnie. Pochowany w mauzoleum Strzałków i Libickich w Radzewicach pod Mosiną.

## Ordery i odznaczenia
- Krzyż Kawalerski Orderu Odrodzenia Polski (11 listopada 1990)[6]
- Złoty Krzyż Zasługi (1986)[7]
- Krzyż Pamiątkowy Monte Cassino
- Krzyż Wojenny (Francja)